# Hans Königsmann

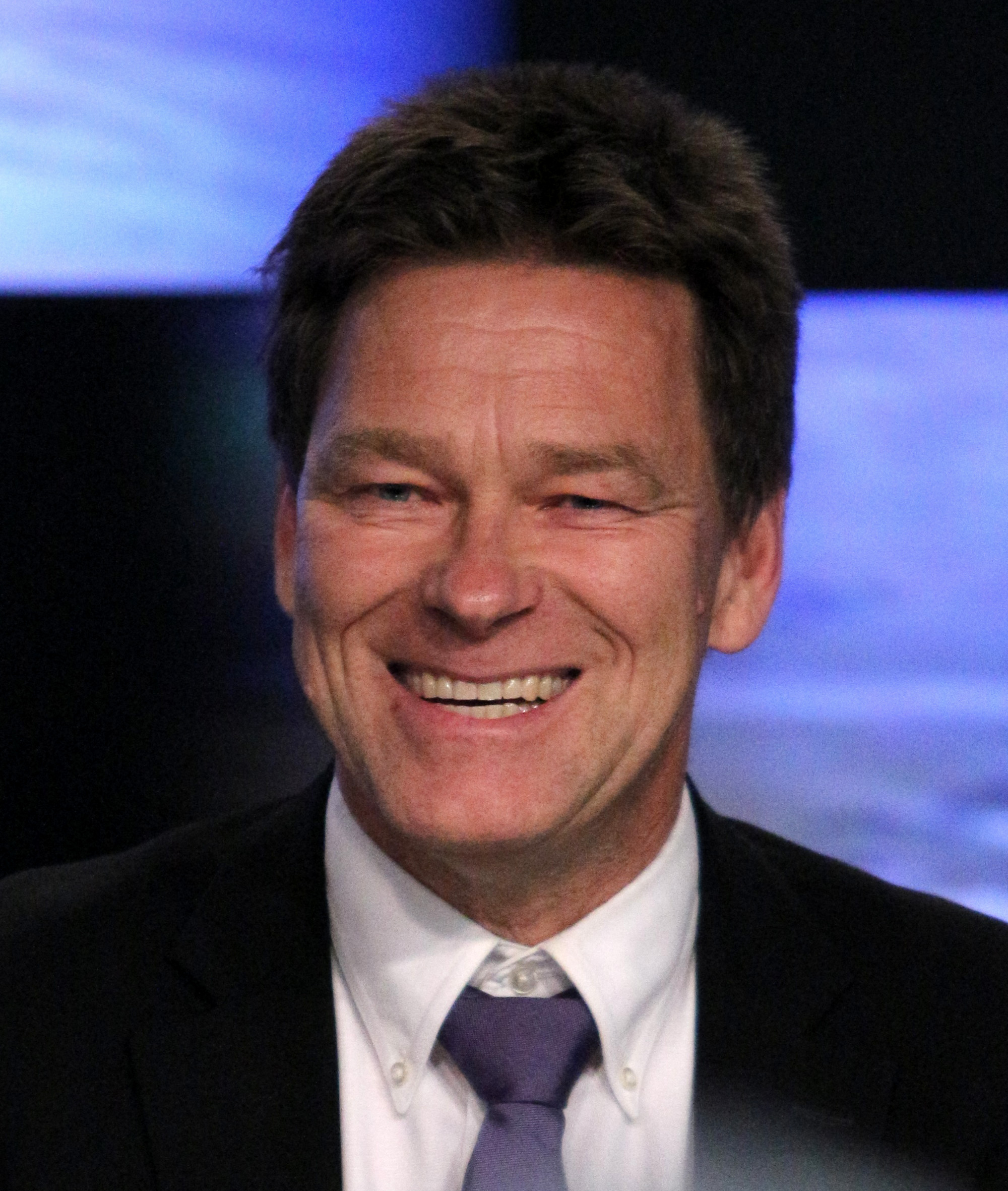
Hans Königsmann

Hans-Jörg Königsmann (* 1963 in Berlin; Schreibweise des Nachnamens in den USA auch Koenigsmann) ist ein deutscher Raumfahrtingenieur. Er war von 2011 bis 2021 Vizepräsident der amerikanischen Raumfahrtfirma SpaceX für Mission Assurance, also für die Sicherheit der Missionen. Außerdem fungierte er als Chefingenieur für die Raketenstarts.

## Leben
Hans Königsmann erwarb 1989 den akademischen Grad eines Diplom-Ingenieurs für Luft- und Raumfahrt der Technischen Universität Berlin und 1995 den Doktorgrad für Luft- und Raumfahrt und Produktionstechnologie der Universität Bremen.
Als junger Raumfahrtingenieur arbeitete Hans Königsmann zunächst beim Zentrum für Angewandte Raumfahrttechnologie und Mikrogravitation (ZARM) an der Universität Bremen. Dort arbeitete er zuerst an der Steuerung des dort entwickelten Satelliten BremSat. Später übernahm er das technische Programmmanagement des Projektes. Der Satellit startete 1994 mit dem Space Shuttle ins Weltall und erfüllte dort etwa ein Jahr seine Forschungsaufgaben. Königsmann übersiedelte nach Abschluss des Projektes nach Kalifornien, um dort für die Microcosm Inc., einen Satellitenhersteller, zu arbeiten. Elon Musk lernte er bei Raketenstarts in der Mojave-Wüste kennen.

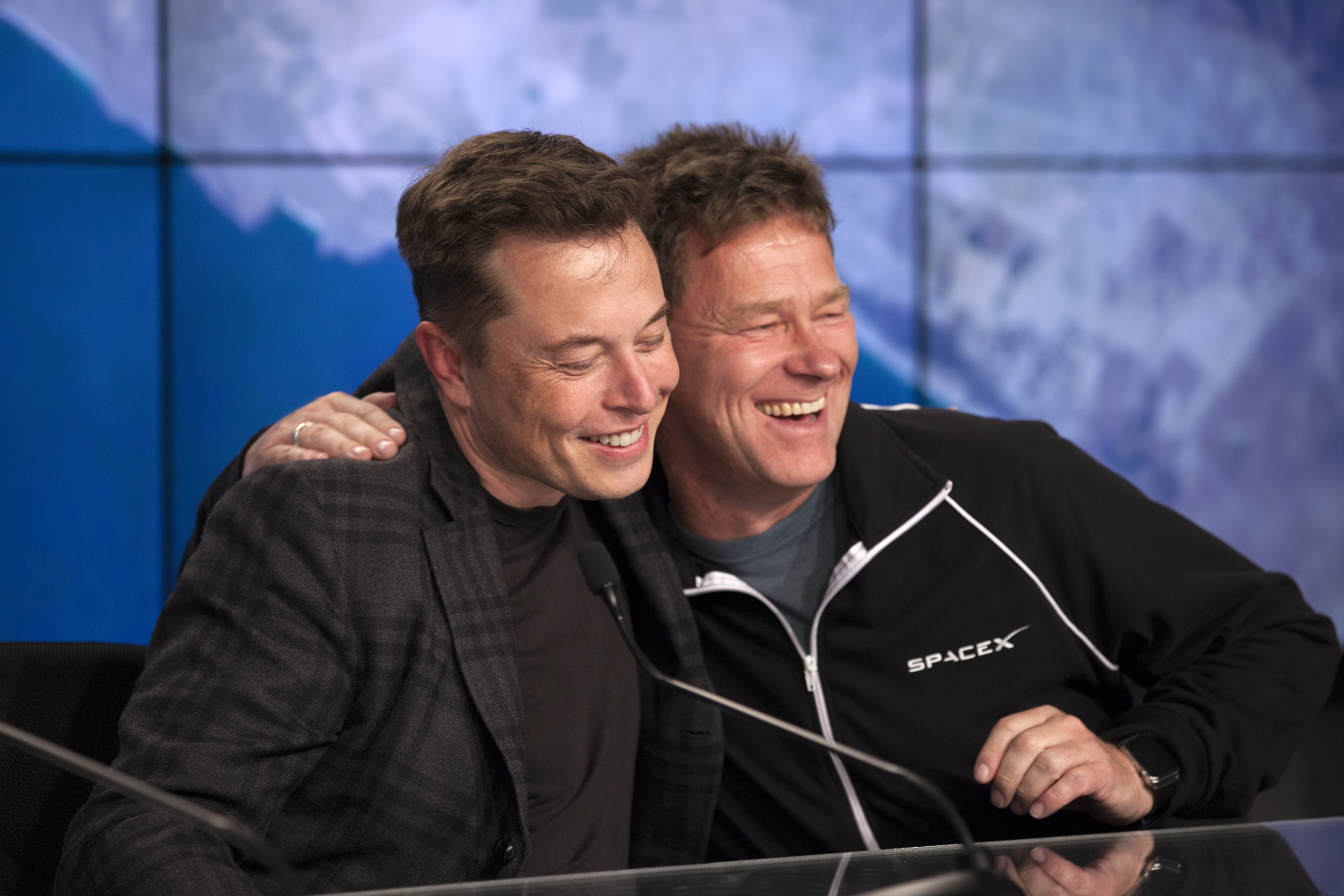
Elon Musk und Hans Königsmann auf der Pressekonferenz nach dem Start von SpaceX CRS-8 (2016)

Im Jahr 2002 warb ihn Musk für seine Neugründung SpaceX als vierten technischen Angestellten an. Zunächst führte Königsmann die Abteilung Avionik. Königsmann wurde Teil des Startteams bei allen SpaceX-Raketenstarts, sei es die Falcon 1 oder die Falcon 9. Ab dem dritten Flug der Falcon 1 wurde er Startchefingenieur. Im Jahr 2011 wurde er zum Vizepräsidenten für Mission Assurance ernannt und verantwortete seither die Sicherheit der Raketenstarts und Missionen.
Im Januar 2021 kündigte Königsmann an, dass er seine Anstellung bei SpaceX beenden und das Unternehmen künftig nur noch in Teilzeit beraten werde. Sein Nachfolger werde William Gerstenmaier, der im Jahr zuvor von der NASA zu SpaceX gewechselt war.
Im Oktober 2021 wurde Königsmann in den Aufsichtsrat der Mynaric AG bestellt und in der ordentlichen Hauptversammlung im Juli 2022 per Nachwahl in seinem Amt bestätigt.
Im Juni 2022 wurde Königsmann auf der Hauptversammlung der OHB SE in den Aufsichtsrat des Bremer Raumfahrtunternehmens gewählt.

## Ehrungen
- 2014 wurde Königsmann die Distinguished Public Service Medal der NASA verliehen.[10]

## Werke
- Hans-Jörg Königsmann: Magnetische Lageregelung von Kleinsatelliten in niedrigen Höhen. Dissertation, Bremen 1995.[11]